# Дом Адамини
Дом Адамини — здание в Санкт-Петербурге на углу Марсова поля и набережной реки Мойки, памятник архитектуры федерального значения.
Адрес : Марсово поле, 7 / Аптекарский переулок, 8 / набережная р. Мойки, 1.

## История
Самое южное из зданий квартала на западной границе Марсова поля и самое первое по нечётной стороне Набережной реки Мойка. По имени основателя купца Антонова здание иногда называют домом Антонова, а общепризнанное название дом Адамини получил от имени его архитектора, Доменико Адамини. Трёхэтажный доходный дом был построен на трапециевидном участке, купленном Антоновым у семьи Степана Апраксина. Большее основание трапеции выходит на Марсово поле, меньшее — на Аптекарский переулок. Выходящие на Марсово поле (восточный) и набережную Мойки (южный) фасады здания оформлены центральными ризалитами, вторые и третьи этажи которых украшены восьмиколонными портиками. Южный фасад замыкает перспективу канала Грибоедова от Невского проспекта, вид был частично перекрыт после постройки Спаса на Крови. Юго-восточный угол здания скруглён, 2 верхних этажа украшены пилястрами. По периметру здания проходит пышный лепной фриз, на портиках и юго-восточном угле — с грифонами. Первый этаж южного фасада Антонов собирался использовать для торговли, и потому он оформлен аркадой.
Одним из первых жителей дома стал учёный Павел Шиллинг (мемориальная доска). В нём он изобрёл электромагнитный телеграф, который здесь же демонстрировал заинтересованной публике, в том числе Николаю I. Передающее и принимающее устройства телеграфа располагались в разных концах дома.
В начале XX века здание принадлежало Удельному ведомству, получив название дома Уделов. В книге 1913 года историк архитектуры Владимир Курбатов с сожалением сообщал о его грядущем сносе. Однако в следующие годы здание не только не было уничтожено, но и стало центром культурной жизни столицы. В 1914 году второй этаж заняло «Художественного бюро Добычиной». Здесь проходили вернисажи «Союза русских художников», «Союза молодежи», «Ослиного хвоста», «Голубой розы», «Мира искусства», фотографа Мирона Шерлинга.
Культурную элиту столицы с весны 1916 года также можно было встретить в подвале дома, где Борис Пронин открыл кабаре «Привал комедиантов» взамен закрытой властями годом ранее «Бродячей собаки» на Михайловской площади. Художники Борис Григорьев, Сергей Судейкин, Василий Шухаев и Александр Яковлев расписали стены и потолки заведения. В 1919 году «Привал комедиантов» был закрыт, роспись была уничтожена наводнением 1924 года.
В послереволюционные годы по несколько месяцев в доме Адамини жили писатель Леонид Андреев и поэтесса Анна Ахматова, поселившаяся в квартире своей подруги Ольги Судейкиной. Позже в доме жили искусствовед Эрнст Липгарт, архитектор Николай Баранов, писатели Юрий Герман (мемориальная доска), Вера Панова (мемориальная доска) и Леонид Рахманов (мемориальная доска).
Во время Великой Отечественной войны днём 26 ноября 1941 года в здание попали две фугасные бомбы. Одна разрушила внутренние конструкции восточной части здания, а вторая уничтожила центральную часть южного фасада. Дом Адамини был восстановлен в 1946 году по проекту архитектора Александра Гинцберга.

## Современность
В настоящее время здание имеет статус объекта культурного наследия, однако в 2023-м году КГИОП узаконил дверь, прорубленную в фасаде, историчность которой не подтверждена.

## Галерея

Мемориальные доски дома Адамини
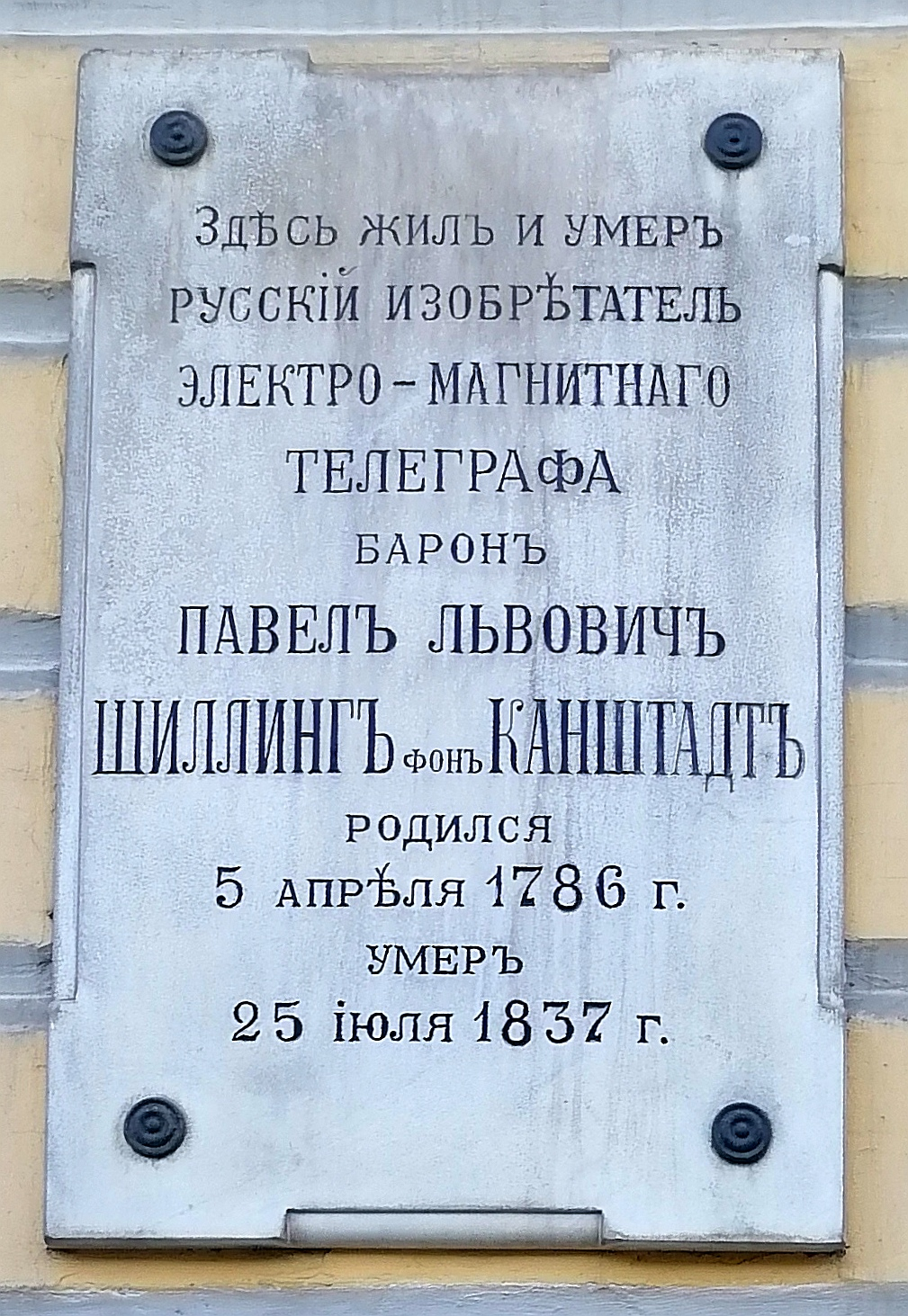
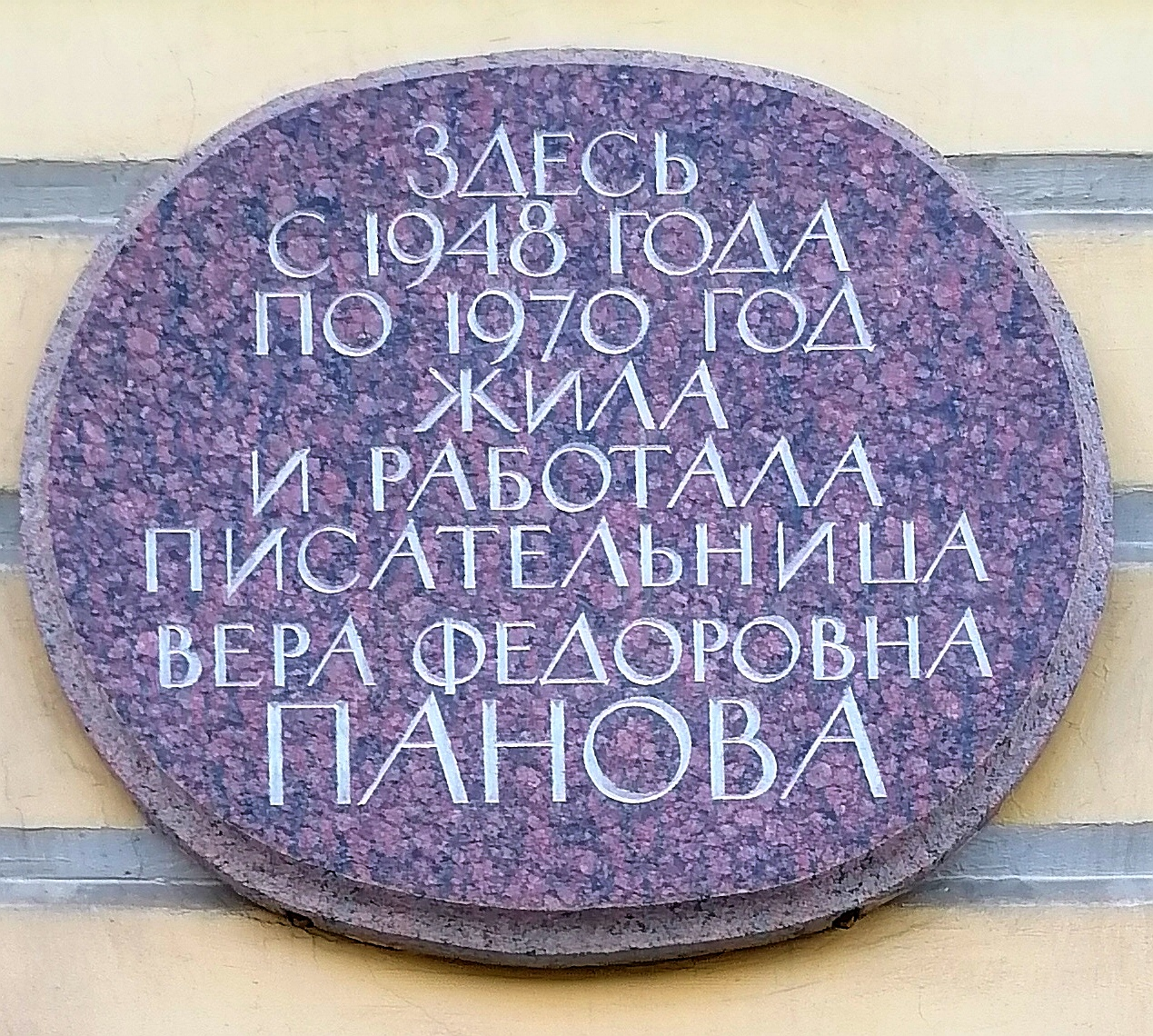
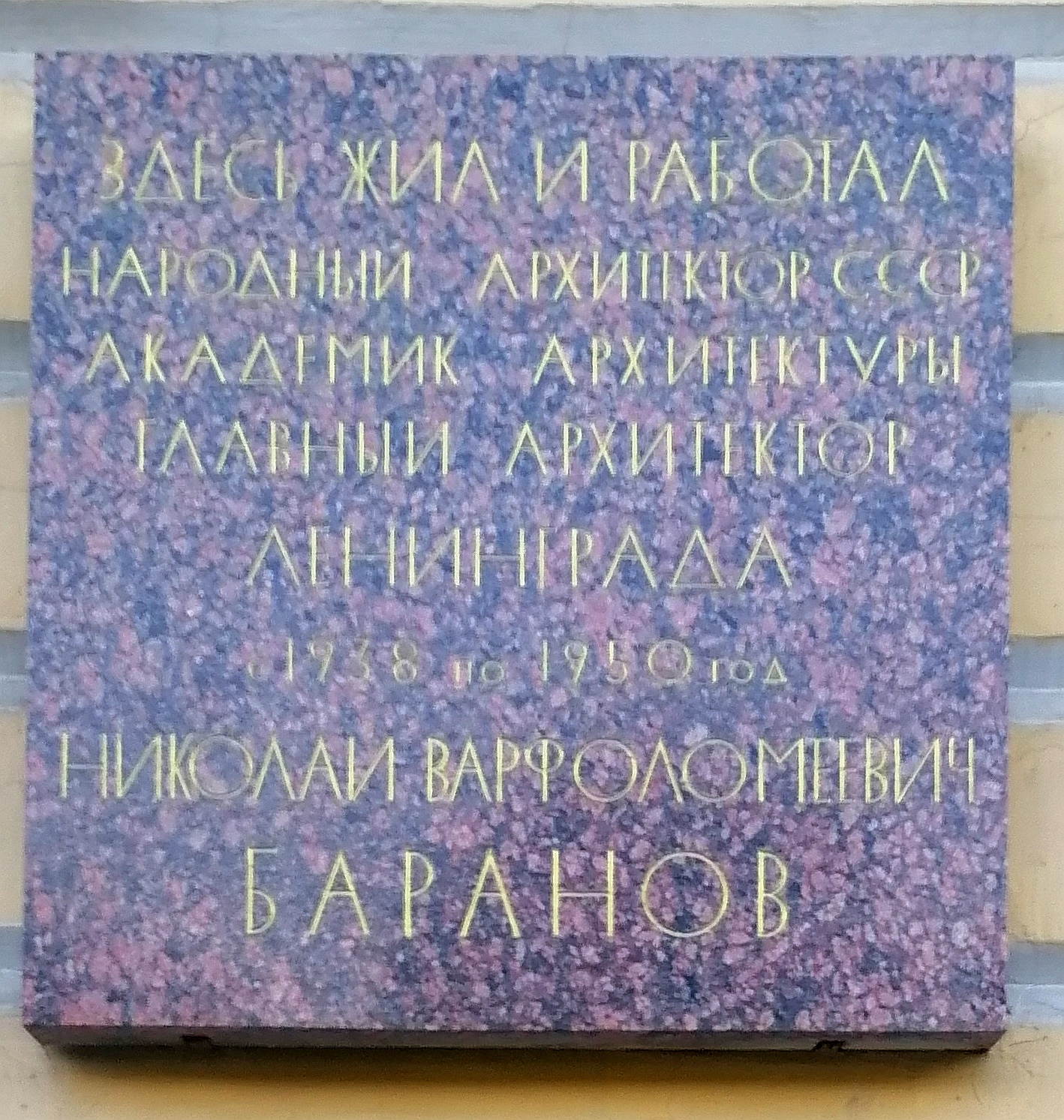
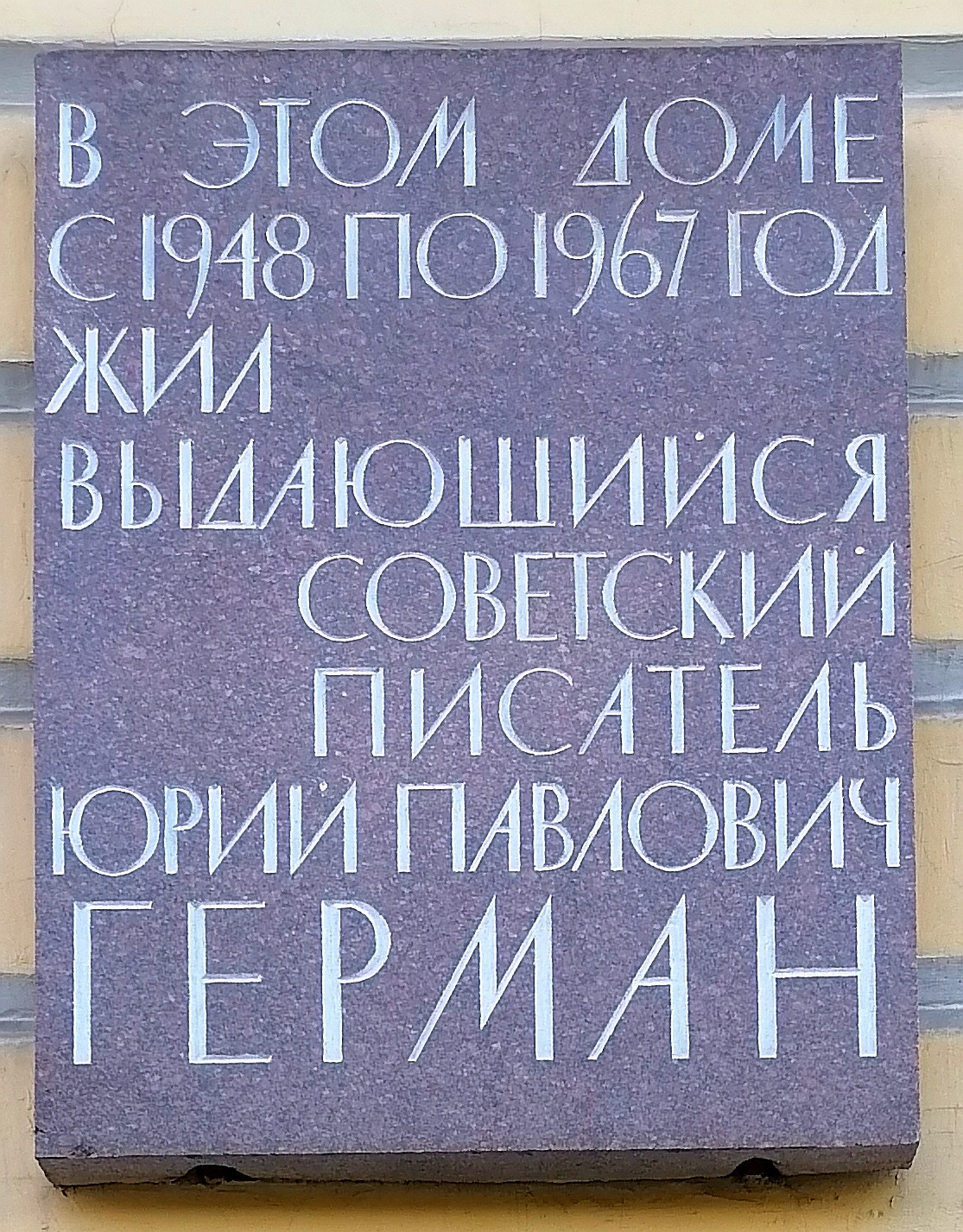